# Dorymyrmex baeri
Dorymyrmex baeri — вид мурашок підродини Dolichoderinae.

## Поширення
Вид є ендеміком Аргентини.